# Królewski Uniwersytet Warszawski

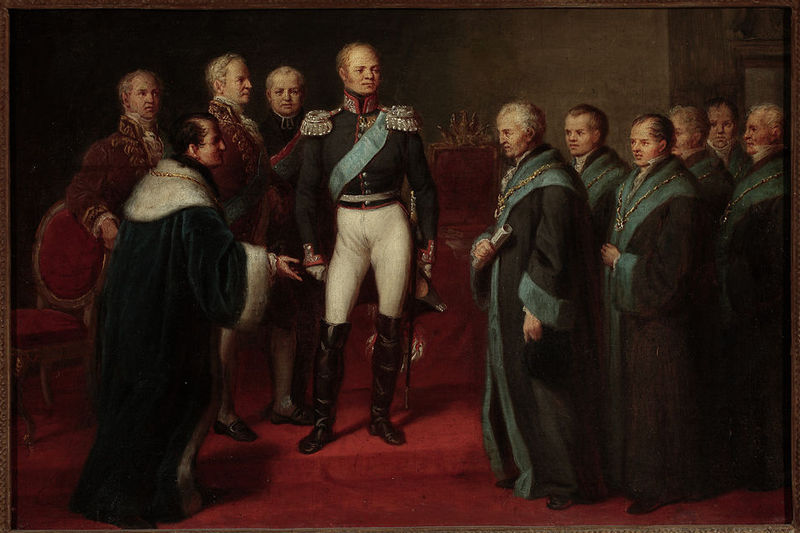
Nadanie dyplomu erekcyjnego Uniwersytetowi Warszawskiemu przez cara Aleksandra I. Obraz anonimowego artysty z XIX wieku

Królewski Uniwersytet Warszawski – polski publiczny uniwersytet założony 19 listopada 1816 w Warszawie przez Komisję Wyznań Religijnych i Oświecenia Publicznego, pierwszy Uniwersytet Warszawski. Został rozwiązany w 1831 w ramach rosyjskich represji po upadku powstania listopadowego .

## Geneza
Utworzenie warszawskiego uniwersytetu ma swoją genezę w działalności instytucji oświatowych Księstwa Warszawskiego inspirowanych przerwaną przez rozbiory reformą polskiej edukacji prowadzonej przez Komisję Edukacji Narodowej. Władza księstwa – Komisja Rządząca 26 stycznia 1807 utworzyła Izbę Edukacji Publicznej – naczelny organ administracji publicznej właściwy do spraw nauki, oświaty i wychowania. Istniała ona w latach 1807–1812; do upadku Księstwa Warszawskiego, a kierowali nią Stanisław Kostka Potocki, we współpracy ze Stanisławem Staszicem, Samuelem Bogumiłem Lindem, Onufrym Kopczyńskim oraz innymi przedstawicielami polskiej inteligencji skupionymi w różnych organizacjach edukacyjnych i naukowych jak na przykład Towarzystwie Warszawskim Przyjaciół Nauk .
Celem Izby Edukacji Publicznej było powiązanie systemu szkolnego z administracją państwową, rozbudowę szkolnictwa elementarnego, średniego oraz utworzenie zakładów kształcenia nauczycieli. W 1812 organizacja ta została przekształcona w Dyrekcję Edukacji Narodowej, która kontynuowała linię programową Izby Edukacyjnej. W styczniu 1813 Księstwo Warszawskie zostało zajęte przez wojska rosyjskie, a w marcu car Aleksander I Romanow powołał nowe władze Radę Najwyższą Tymczasową Księstwa Warszawskiego, która wznowiła przerwane przez działania wojenne działalność administracji lokalnej, sądownictwa oraz szkolnictwa. W 1815 decyzją kongresu wiedeńskiego powołane zostało Królestwo Polskie podporządkowane politycznie Rosji, a w czerwcu tego roku car powołał Rząd Tymczasowy Królestwa Polskiego, który 30 czerwca na bazie wcześniejszej Izby Edukacji Publicznej utworzył Wydział Oświecenia Narodowego przekształcony później w Komisję Wyznań Religijnych i Oświecenia Publicznego .

## Historia
W listopadzie 1816 Stanisław Kostka Potocki kierownik Komisji Wyznań Religijnych i Oświecenia Publicznego oraz Stanisław Staszic przedstawili carowi Rosji Aleksandrowi I projekt utworzenia Królewskiego Uniwersytetu Warszawskiego, który przychylił się do inicjatywy aprobując ją. Utworzenie uniwersytetu nastąpiło poprzez połączenie dwóch istniejących jeszcze w czasach Księstwa Warszawskiego szkół, a powołanych przez Izbę Edukacji Publicznej: Szkoły Prawa i Nauk Administracyjnych (założona 1808) oraz Szkoły Lekarskiej zwanej też Akademickim Wydziałem Lekarskim (założona 1809)  założone w epoce napoleońskiej (pierwsza powstała w maju 1808 roku, a druga w jesieni roku następnego). Za projektodawcę pierwszej z nich uważa się Franciszka Ksawerego Szaniawskiego, tłumacza Kodeksu Napoleona na język polski.

### Organizacja
Uniwersytetem zarządzała Rada Główna Królewskiego Uniwersytetu Warszawskiego, w której zasiadali między innymi Stanisław Staszic, Jan Wincenty Bandtkie, Wojciech Szweykowski, Marcello Bacciarelli . Podlegało jej 5 wydziałów:
- Prawa i Nauk Administracyjnych, który składał się z 9 katedr (Nauk Przygotowawczych; Pandektów; Prawa Polskiego Dawnego i Historii Prawa Polskiego; Prawa Cywilnego Obecnie Obowiązującego; Prawa Kryminalnego, Postępowania Cywilnego i Kryminalnego i Konstytucji; Prawa Kanonicznego; Ekonomii Politycznej, Prawa Administracyjnego, Prawa Policyjnego i Nauki Finansowej; Nauki Handlu, Prawa Handlowego i Statystyki; Technologii, Rolnictwa i Leśnictwa: do roku 1819). Na wydziale pracowali między innymi Jan Wincenty Bandtkie, Wacław Aleksander Maciejowski i Fryderyk Florian Skarbek[5][6].
- Nauk Lekarskich, który składał się z 10 katedr (Anatomii Teoretycznej i Praktycznej oraz Porównawczej; Farmacji, Farmakologii, Chemii Policyjnej i Prawnej; Fizjologii i Dietetyki; Patologii Ogólnej, Historii Medycyny i Propedeutyki; Materii Lekarskiej, Toksykologii i Formularza, czyli Receptury; Chirurgii Teoretycznej; Chirurgii Operacyjnej; Patologii i Terapii Szczegółowej; Położnictwa, Chorób Ciężarnych, Położnic i Nowo Narodzonych; Chorób Epizootycznych, Medycyny Prawnej i Policji Lekarskiej). Na wydziale pracowali między innymi Andrzej Franciszek Ksawery Dybek, Emilian Klemens Nowicki i Jan Bogumił Freyer
- Teologicznego, który składał się z 6 katedr (Pisma Świętego i Nauk Pomocniczych; Historii Kościoła; Prawa Kościelnego; Teologii Dogmatycznej; Teologii Moralnej; Teologii Pasterskiej). Na wydziale pracował między innymi pierwszy rektor UW Wojciech Szweykowski.
- Filozoficznego (powstał w roku 1817), gdzie wykładał między innymi Adam Zabellewicz[7].
- Nauk i Sztuk Pięknych – pierwszym honorowym dziekanem oraz profesorem w latach 1816–1818 był sławny malarz Marcello Bacciarelli[1] . Do oddziału tego włączono też Instytut Muzyki i Deklamacji. W 1826 Oddział Muzyki Uniwersytetu został przekształcony w Szkołę Główną Muzyki (studiował tam między innymi Fryderyk Chopin)[8]. Fakt, iż Chopin był studentem Uniwersytetu Warszawskiego jest mało znanym nie tylko wśród historyków kultury Polskiej XIX stulecia, ale nawet w środowisku Uniwersytetu Warszawskiego[9].

W 1830 car Mikołaj I przemianował uczelnię na Uniwersytet Królewsko-Aleksandrowski w celu upamiętnienia swego brata Aleksandra I (zmarł w 1825). Po upadku powstania listopadowego, w którym uczestniczyło wielu studentów, uniwersytet został zamknięty.